# Naarda notata
Naarda notata là một loài bướm đêm trong họ Noctuidae.